# Barthélemy Kerroz
Barthélemy Kerroz ou Keroz ou Kerros (15 octobre 1727 - 7 juillet 1805) est un maître de barque, corsaire, négociant armateur et maire de Landerneau (Finistère).

## Biographie
Barthélemy Kerroz est né à Argenton, paroisse de Landunvez (Finistère, Bretagne), le 15 octobre 1727. Son père, Pierre Kerros, était maître de barque. 

### Le marin
Il arrive à Landerneau en janvier 1750, pour prendre le commandement du Coureur, une barque de 36 à 40 tonneaux, avec laquelle il navigue jusqu'à la fin de l'année 1756, principalement en direction de Bilbao. Sa connaissance de l'espagnol rend plausible une période de formation en Espagne, sans doute dans cette ville. La guerre de Sept Ans constitue un tournant dans sa carrière. À la fin de janvier 1757, il prend en effet la barre d'un petit corsaire de 36 tonneaux, le Furet, une récente prise anglaise. Le 13 février, il s'empare de l'Ann, un navire anglais de Topsham, de 130 tonneaux, avant d'être pris à son tour par un corsaire de Jersey. Il reste détenu dans cette île pendant plusieurs mois, avant d'être libéré, probablement sur parole et après versement d'une caution.

### Le négociant et l'armateur
On le retrouve en septembre 1758, locataire d'un cellier sur le quai de Cornouaille à Landerneau, où il commence une activité de négociant. Barthélemy Kerroz cesse alors complètement de naviguer. À partir de 1764, il commence à armer des navires, jusqu'à devenir le premier armateur du port de l'Elorn. Ses affaires prospèrent et il gravit l'échelle sociale de la ville. Le principal apport de Barthélemy Kerroz à Landerneau est d'ordre économique. À partir de 1750, il récupère au profit de l'armement landernéen le trafic vers le Pays basque espagnol, jusqu'à établir un monopole bas-breton au profit de la ville, qui est dans le dernier tiers du XVIIIe siècle, le troisième port français, après Nantes et Bayonne, pour le commerce avec Bilbao. Ses navires fréquentent aussi assidument le Bordelais, prenant leur part dans le trafic grandissant du vin.

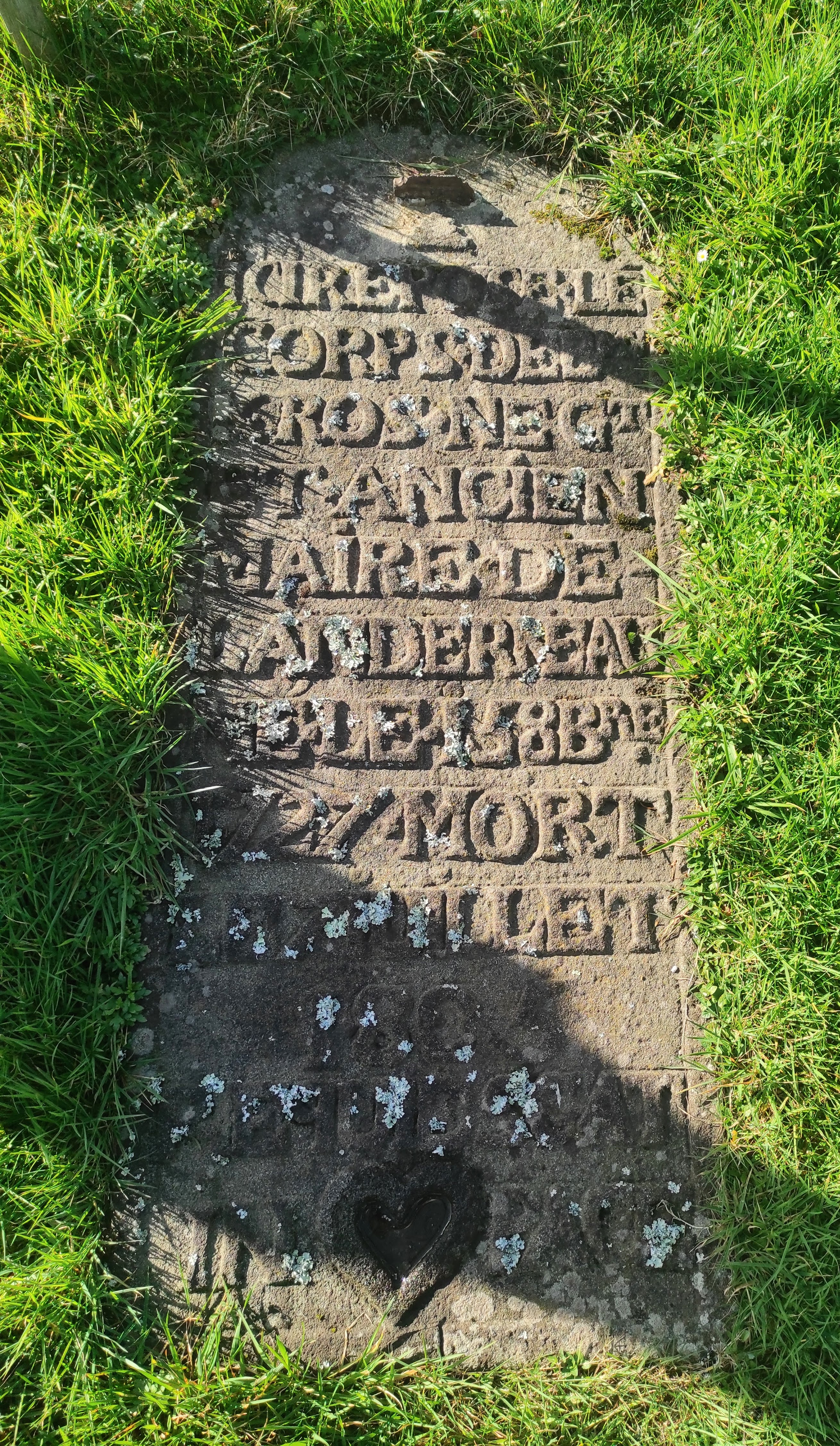
Tombe de Barthelemy Kerros au cimetière de Recouvrance à Brest.

### Le notable
Barthélemy Kerroz est, au début de la Révolution, le bourgeois le plus imposé de la ville. Il prend naturellement des responsabilités dans les instances landernéennes : le bureau de marque des toiles, la fabrique de Saint-Houardon, le bureau de l'Hôpital et, finalement, la communauté de ville, où il est choisi comme échevin en 1775. Avec quelques interruptions pendant la période révolutionnaire, il reste membre des assemblées locales jusqu'à sa mort. Il est désigné comme maire pour les années 1780-1781, mais continue en fait à en exercer les responsabilités en 1782-1783, en raison des absences prolongées de son successeur. On lui doit principalement la création de la Chambre de lecture de Landerneau en 1781 et du premier éclairage public de la ville en 1783. Sous la Révolution, il siège également au conseil général du district où il s'intéresse aux questions financières.
Barthélemy Kerroz est mort à Landerneau le 19 messidor an XIII (8 juillet 1805) ou 7 juillet selon la pierre tombale. Il est enterré au cimetière de Recouvrance, à Brest, où résidait une partie de sa famille.

## Dans la culture
Dans son roman historique Les Vaisseaux de la liberté, Christian Goulfier fait de Barthélemy Kerroz son personnage principal en le faisant naviguer durant la Guerre d'indépendance des États-Unis.

## Sources et bibliographie
- Claire Leost, Landerneau de 1789 à 1795. Aspects politiques et administratifs, Mémoire de maîtrise, Brest, UBO, 1985.
- Jean-Pierre Thomin, Barthélemy Kerroz (1727-1805). De Landunvez à Landerneau, itinéraire singulier d'un maître de barque léonard, Mémoire de master II, Brest UBO, 2011.
- Jean-Pierre Thomin, La fortune venait de la mer. Landerneau et le commerce maritime au temps de Barthélémy Kerroz, Préface d'André Lespagnol, Brest, Emgleo Breiz, 2011.  (ISBN 978-2-35974-040-0)
- Aingeru Zabala Uriarte, Mundo urbano y actividad mercantil, Bilbao 1700-1810, Bilbao, 1994.  (ISBN 84-8056-093-2)